# Шнеерсон, Лев Михайлович
Лев Михайлович Шнеерсон (26 декабря 1910, Челябинск — 1999, Милуоки, США) — советский историк-германист, доктор исторических наук, профессор, декан исторического факультета БГУ, проректор БГУ, заведующий кафедрой новой и новейшей истории исторического факультета БГУ.

## Биография
Родился в Челябинске 26 декабря 1910 года. В 1929 году окончил 1-ю советскую трудовую школу Ленинграда, в 1929—1930 годах работал заведующим учебным кабинетом в ней.
В 1934 году окончил исторический факультет Ленинградского института истории, философии, литературы и лингвистики, а в 1937 году — аспирантуру Ленинградского государственного университета (научные руководители: Е. В. Тарле, А. И. Молок). В том же году по распределению прибыл в Минск и был избран заведующим кафедрой новой истории исторического факультета Белорусского государственного университета. В 1938 году назначен проректором по учебной работе БГУ, в 1938—1941 годах неоднократно исполнял обязанности ректора. После начала войны в эвакуации до августа 1943 года был заместителем директора по учебной работе Нижнетагильского учительского института.
С 1943 по 1988 год заведовал кафедрой истории нового и новейшего времени исторического факультета БГУ, с 1988 года работал профессором этой кафедры. В 1994 году эмигрировал в США. Умер в 1999 году.

## Научная деятельность
Является основателем белорусской научной школы германистики и изучения новой истории Западной Европы. В 1946 г. защитил первую в белорусской исторической науке диссертацию по новой истории на тему «Франко-прусская война 1870—1871 гг. и общественное мнение России». В 1963 г. защитил докторскую диссертацию на тему «Австро-прусская война 1866 г. и дипломатия великих европейских держав (из истории „германского вопроса“)». Автор множества научных статей, 5 монографий, учебного пособия для вузов.
В 2011 г. к столетию Л. М. Шнеерсона в БГУ была проведена международная научно-теоретическая конференция Актуальные проблемы истории Нового и Новейшего времени.

## Награды
Удостоен почетного звания «Заслуженный деятель науки БССР», награждён орденом «Знак Почета», многими медалями, Почетными грамотами Верховного Совета БССР, грамотами Министерства высшего образования СССР и БССР.

## Основные работы
- США, Англия, Франция после второй мировой войны. Учебное пособие/ Д. Б. Мельцер, Л. М. Шнеерсон. — Мн.: БГУ, 1959.
- Шнеерсон, Л. М. Австро-прусская война 1866 г. и дипломатия великих европейских держав (из истории «германского вопроса») / Л. М. Шнеерсон. — Мн.: БГУ, 1962.
- Шнеерсон, Л. М. В преддверии франко-прусской войны / Л. М. Шнеерсон. — Мн.: БГУ, 1969.
- Шнеерсон, Л. М. Франко-прусская война и Россия. Из истории русско-прусских и русско-французских отношений в 1867—1871 гг. / Л. М. Шнеерсон. — Мн.: БГУ, 1976.
- Шнеерсон, Л. М. На перепутье европейской политики: Австро-русско-германские отношения (1871—1875 гг.) / Л. М. Шнеерсон. — Мн.: БГУ, 1984.
- Великая Победа и мировой революционный процесс / Л. М. Шнеерсон [и др.]; под ред. Л. М. Шнеерсона. — Минск: БГУ, 1983.
- Рабочее и освободительное движение в странах зарубежной Европы и Америки в новое и новейшее время / Л. М. Шнеерсон [и др.]; под ред. Л. М. Шнеерсона. — Минск: БГУ, 1986.
- Против буржуазной и реформистской идеологии / Л. М. Шнеерсон [и др.]; под ред. Л. М. Шнеерсона.- Минск: БГУ, 1972.
- Пролетарский интернационализм и его противники : Сб. ст. / Белорус. гос. ун-т им. В. И. Ленина, Йен. гос. ун-т им. Фридриха Шиллера; Под ред. Дитера Фрикке, Л. М. Шнеерсона. — Мн. : Изд-во БГУ им. В. И. Ленина, 1983.
- Магистральное направление — всеобщий мир / Л. М. Шнеерсон. — Мн. : Университетское, 1986.
- Вопросы новой и новейшей истории : [сборник статей] / под общей редакцией Л. М. Шнеерсона. — Минск : Издательство Белорусского государственного университета, 1974.
- XXVII съезд КПСС об основных тенденциях международного развития / Л. М. Шнеерсон, В. М. Писарев, В. И. Синица и др.; Под ред. Л. М. Шнеерсона. — Мн. : Университетское, 1987.
- XXVI съезд КПСС о мировом революционном процессе / Л. М. Шнеерсон, Л. В. Лойко, П. А. Шупляк и др.; Под ред. Л. М. Шнеерсона. — Мн. : БГУ, 1982.
- Рабочее и освободительное движение в странах зарубежной Европы и Америки : Хроника важнейших событий нового и новейшего времени: Справ. пособие / Под ред. Л. М. Шнеерсона. — Мн. : Университетское, 1986.